# Velká jezera
Velká jezera (anglicky The Great Lakes) je skupina jezer v Severní Americe. Jezery prochází státní hranice mezi Kanadou (provincie Ontario) a USA; tam zasahují jezera na území 8 států (Illinois, Indiana, Michigan, Minnesota, New York, Ohio, Pennsylvania a Wisconsin). Jezera leží v povodí řeky svatého Vavřince. Mezi Velká jezera se počítají Hořejší jezero, Huronské jezero, Michiganské jezero, Erijské jezero a Ontarijské jezero. Jediné Michiganské jezero leží celé v USA, ostatními prochází státní hranice s Kanadou, které patří přibližně třetina rozlohy jezer. Představují největší skupinu sladkovodních jezer na světě. Často bývají označována za vnitrozemská moře. Je třeba rozlišit pojem „Velká jezera“ (většinou označující pouze pět níže jmenovaných jezer) a systém Velkých jezer, který zahrnuje i menší jezera a řeky, které celý systém spojují.

## Geografie

### Číselné údaje

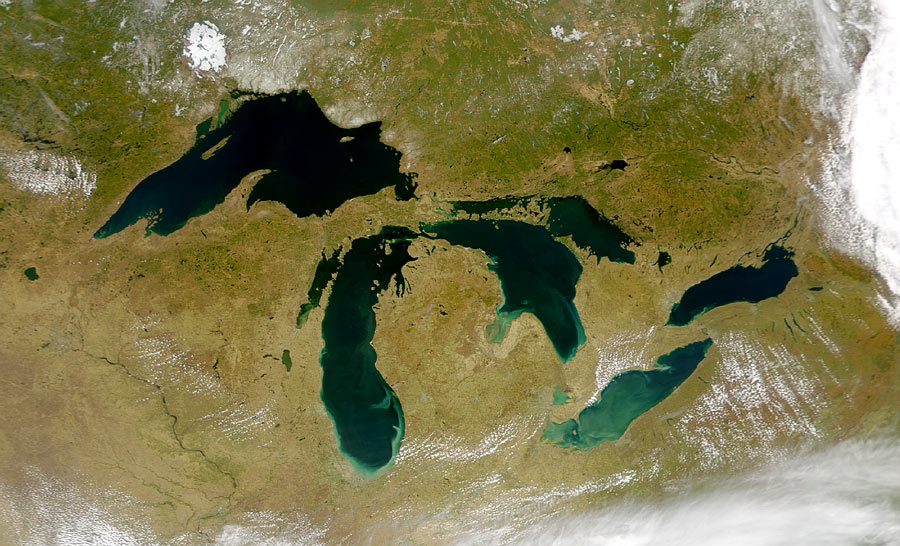
Satelitní snímek Velkých jezer

Délka pobřeží včetně ostrovů je 18 000 km. Představují obrovskou zásobárnu sladké vody. Objem vody je 22 725 km³. Mají rozlohu 245 200 km² a rozloha jejich povodí (včetně plochy jezer) je 768 000 km². U čtyř jezer hloubka převyšuje 200 m a pouze u Erijského jezera je maximální hloubka nižší (64 m). Největší je Hořejší jezero (má větší rozlohu než Česká republika) a nejmenší Ontarijské jezero. Jezera jsou rozložena stupňovitě, ale rozdíl v nadmořských výškách prvních čtyř z nich nepřevyšuje 9 m (183 m Hořejší jezero a 174 m Erijské jezero) a jen nejnižší Ontarijské jezero se nachází téměř 100 m pod Erijským.
| jezero             | anglicky      | nadmořská výška (m) | rozloha km² | maximální hloubka (m) | objem km³ |
| ------------------ | ------------- | ------------------- | ----------- | --------------------- | --------- |
| Hořejší jezero     | Lake Superior | 183                 | 82 400      | 393                   | 12 100    |
| Huronské jezero    | Lake Huron    | 177                 | 59 600      | 208                   | 3 540     |
| Michiganské jezero | Lake Michigan | 177                 | 58 000      | 281                   | 4 918     |
| Erijské jezero     | Lake Erie     | 174                 | 25 700      | 64                    | 484       |
| Ontarijské jezero  | Lake Ontario  | 75                  | 19 500      | 236                   | 1 639     |

Jezera jsou mezi sebou spojena krátkými řekami s velkým průtokem a peřejemi.
- Hořejší jezero s Huronským řekou svaté Marie (112 km)
- Huronské jezero s Erijským řekou svaté Kláry (43 km), jezerem svaté Kláry (1275 km²) a řekou Detroit (51 km)
- Erijské jezero s Ontarijským Niagarou (54 km), která vytváří Niagarské vodopády (50 m).

Huronské a Michiganské jezero se nacházejí ve stejné nadmořské výšce a jsou spojeny 8 km širokým průlivem Mackinac. Vytvářejí tak vlastně jedno jezero (Michigan-Huron). Do Velkých jezer ústí několik set nevelkých řek a odtok zajišťuje řeka svatého Vavřince (průměrný průtok při odtoku 6 637 m³/s), která odtéká z Ontarijského jezera a ústí do Atlantského oceánu.
|           | |
| Poznámky: | Poměr plochy obdélníků odpovídá poměru objemů vody v jezerech. Údaje odpovídají nízkému stavu vody. |
| Zdroj:    | EPA's Great Lakes Atlas: Factsheet #1.                                                              |

### Pobřeží, geologický základ
Kotliny Hořejšího jezera a severní části Huronského jezera byla vyhloubena v krystalických horninách jižní části Kanadského štítu. Kotliny ostatních jezer jsou ve vrstvě vápenců, dolomitů a pískovců prvohorní platformy Severní Ameriky. Kotliny Velkých jezer vznikaly v důsledku tektonického zdvihu, předledovcové říční a ledovcové eroze. Původ vodní masy Velkých jezer je spojen s táním pevninských ledovců, při jejichž ústupu se vytvořila řada velkých jezer, která několikrát změnila svůj tvar. V severní části Velkých jezer je pobřeží členité, ostrovy a břehy jsou skalnaté, srázné (výška do 400 m) a velmi malebné (zvláště břehy Hořejšího a severní části Huronského jezera). Břehy jižní a jihovýchodní části jezer jsou převážně nízké, hlinité a písčité.

### Vodní režim
Kolísání úrovně hladiny Velkých jezer je uměle regulované kvůli lodní dopravě a energetice. Amplituda sezónního kolísání představuje 30 až 60 cm. Nejvyšší úroveň je v létě a nejnižší v zimě. Krátkodobé kolísání, které způsobují prudké nárazové větry a bouře dosahuje 3 až 4 m. Výška přílivu je 3 až 4 cm (Hořejší a Michiganské jezero). Jezera zamrzají jen u břehů (od prosince do března až dubna). V centrálních částech jezer se v důsledku častých podzimních a zimních bouří led nevytváří. Délka plavební sezóny je 8 až 9 měsíců. Voda v jezerech je průzračná a odlišuje se nevýznamným obsahem rozpuštěných látek (0,06 až 0,13 g/l).

### Vliv na klima
Velká jezera mohou na klima svého blízkého okolí působit poměrně znatelně. V okolí jezer a hlavně na jejich jihovýchodních pobřežích jsou díky jezerům o něco mírnější teploty a také se jezera podílejí na vyšší oblačnosti. V zimě je nejextrémnějším projevem jejich přítomnosti sněhový efekt jezer, díky kterému dochází v oblasti k extrémně hustému sněžení a sněhovým kalamitám.

## Fauna
V jezerech žije 173 druhů ryb převážně kaprovitých, okounovitých a lososovitých. Průmyslový význam mají pstruzi a síhové.

## Lodní doprava
Velká jezera představují hlubokovodní vnitrozemskou vodní cestu díky existenci vodních kanálů, které obcházejí peřeje na řece svaté Marie (kanál Sault Saint Marys) a vodopády na Niagaře (kanál Welland). Je dlouhá 1 873 km od velkého přístavu Duluth na Hořejším jezeře do odtoku řeky svatého Vavřince z Ontarijského jezera. V roce 1959 byla dokončena rekonstrukce kanálů, které obchvacují peřeje na řece svatého Vavřince a byla tak vytvořena vodní cesta z Hořejšího jezera do Atlantského oceánu s hloubkou minimálně 8 m, takže je dostupná pro mořské lodě. Základní obrat probíhá ze západu na východ (pšenice, železná ruda). Opačným směrem se historicky vozilo černé uhlí, ale po odklonu od uhlí s vysokým obsahem síry těženého ve východních částech USA se trend obrátil. Uhlí z pánve Powder River ve Wyomingu a Montaně je po železnici dopravováno do přístavů na Velkých jezerech a zde překládáno na lodě.

## Osídlení pobřeží
Z jihu a jihovýchodu k Velkým jezerům zasahují hustě osídlené průmyslové oblasti USA a Kanady. Na severu a západě se nacházejí zemědělské a surovinové oblasti. Na pobřeží Velkých jezer se nacházejí velká města USA: Chicago a Milwaukee na Michiganském jezeře, Buffalo a Cleveland na Erijském jezeře, centrum automobilového průmyslu Detroit na stejnojmenné řece poblíž jejího ústí do Erijského jezera a také nejlidnatější město Kanady Toronto na Ontarijském jezeře. Velká jezera jsou spojena s povodím řeky Mississippi soustavou splavných kanálů začínajících u Chicaga na Michiganském jezeře a s řekou Hudson (na které leží New York) Erijským kanálem začínajícím z Erijského jezera u Buffala.

## Znečištění a revitalizace

Strukturní vzorec polychlorovaných bifenylů

Oblast Velkých jezer je stále těžce kontaminována PCB. V některých oblastech je z tohoto důvodu omezen lov a konzumace ryb. V okolí jezera Michigan bylo prokázáno, že polychlorované bifenyly narušily vývoj mozku dětí, jejichž matky jedly ryby z jezera. Vyšetření dětí ve věku 4 let prokázalo horší krátkodobou verbální paměť a schopnost učit se. Testování v 11 letech ukázalo nižší IQ a horší schopnost porozumět čtenému textu.
Americká Agentura pro ochranu životního prostředí (EPA) proto představila v únoru 2010 pětiletý plán na revitalizaci Velkých jezer, pro který se počítá se 475 miliony dolarů a jehož cílem je zlepšení kvality vody, přilehlých pláží a mokřin.